# 叶苞银背藤
叶苞银背藤（学名：Argyreia roxburghii var. ampla）为旋花科银背藤属细苞银背藤的变种。分布在尼泊尔以及中国大陆的云南等地，生长于海拔750米至1,800米的地区，一般生于疏林中及灌丛中，目前尚未由人工引种栽培。